# Firmicus haywoodae
Firmicus haywoodae es una especie de araña cangrejo del género Firmicus, familia Thomisidae.

## Distribución
Esta especie se encuentra en Costa de Marfil.